# Llista de topònims d'Arbolí
Llista de topònims (noms propis de lloc) del municipi d'Arbolí, al Baix Camp
Informació actualitzada per un bot. Els canvis manuals es perdran quan s'actualitzi!

## casa
| imatge | Nom          | Ubicat a | instància de | Detalls                                  | coordenades                                                                           | Protecció                                  | Commons (més fotos) | Dades a WD                    |
| ------ | ------------ | -------- | ------------ | ---------------------------------------- | ------------------------------------------------------------------------------------- | ------------------------------------------ | ------------------- | ----------------------------- |
|        | ca l'Arrel   | Arbolí   | casa         | Estil: arquitectura popular              | 41° 14′ 32″ N, 0° 56′ 54″ E / 41.242116°N,0.94837°E ca:C. Major, 10 713 msnm          | bé integrant del patrimoni cultural català | Ca l'Arrel          | Modifica les dades a Wikidata |
|        | cal Roig     | Arbolí   | casa         | Estil: arquitectura popular 17th century | 41° 14′ 32″ N, 0° 56′ 56″ E / 41.24226°N,0.94891°E ca:Carrer de la Font, 5 712 msnm   | bé integrant del patrimoni cultural català | Cal Roig (Arbolí)   | Modifica les dades a Wikidata |
|        | cal Tajonell | Arbolí   | casa         | Estil: arquitectura popular              | 41° 14′ 33″ N, 0° 56′ 57″ E / 41.242454°N,0.949103°E ca:C. dels Triquets, 16 715 msnm | bé integrant del patrimoni cultural català |                     | Modifica les dades a Wikidata |

## església
| imatge | Nom                         | Ubicat a | instància de | Detalls                                  | coordenades                                                                          | Protecció                   | Commons (més fotos)  | Dades a WD                    |
| ------ | --------------------------- | -------- | ------------ | ---------------------------------------- | ------------------------------------------------------------------------------------ | --------------------------- | -------------------- | ----------------------------- |
|        | Sant Andreu d'Arbolí        | Arbolí   | església     | Estil: arquitectura barroca 17th century | 41° 14′ 33″ N, 0° 56′ 55″ E / 41.24245°N,0.94865°E ca:Pl. de l'Església 714 msnm     | bé cultural d'interès local | Sant Andreu d'Arbolí | Modifica les dades a Wikidata |
|        | ermita de Sant Pau d'Arbolí | Arbolí   | església     | Estil: arquitectura popular 13rd century | 41° 14′ 38″ N, 0° 56′ 46″ E / 41.243903°N,0.946083°E ca:Dalt dels Cinglalls 824 msnm | bé cultural d'interès local | Sant Pau d'Arbolí    | Modifica les dades a Wikidata |

## font
| imatge | Nom                     | Ubicat a | instància de  | Detalls                     | coordenades                                                                   | Protecció                                  | Commons (més fotos)              | Dades a WD                    |
| ------ | ----------------------- | -------- | ------------- | --------------------------- | ----------------------------------------------------------------------------- | ------------------------------------------ | -------------------------------- | ----------------------------- |
|        | font de Verdú           | Arbolí   | font          |                             | 41° 15′ 26″ N, 0° 58′ 19″ E / 41.257261004196°N,0.97207266456239°E            |                                            |                                  | Modifica les dades a Wikidata |
|        | font del Bres           | Arbolí   | font          |                             | 41° 14′ 09″ N, 0° 56′ 05″ E / 41.235709545256°N,0.934838596135136°E           |                                            |                                  | Modifica les dades a Wikidata |
|        | font del Pla            | Arbolí   | font          |                             | 41° 15′ 00″ N, 0° 57′ 12″ E / 41.249883363166°N,0.95330842150214°E            |                                            |                                  | Modifica les dades a Wikidata |
|        | font del Tet Perol      | Arbolí   | font          |                             | 41° 14′ 36″ N, 0° 58′ 21″ E / 41.2433231698262°N,0.972475357243754°E          |                                            |                                  | Modifica les dades a Wikidata |
|        | la Font i els Rentadors | Arbolí   | font safareig | Estil: arquitectura popular | 41° 14′ 34″ N, 0° 56′ 58″ E / 41.24265°N,0.94944°E ca:Pl. de la Font 712 msnm | bé integrant del patrimoni cultural català | La Font i els Rentadors (Arbolí) | Modifica les dades a Wikidata |

## masia
| imatge | Nom                    | Ubicat a | instància de | Detalls | coordenades                                                          | Protecció | Commons (més fotos) | Dades a WD                    |
| ------ | ---------------------- | -------- | ------------ | ------- | -------------------------------------------------------------------- | --------- | ------------------- | ----------------------------- |
|        | Casa de l'Antònia      | Arbolí   | masia        |         | 41° 14′ 10″ N, 0° 55′ 46″ E / 41.2361609678014°N,0.92938336608746°E  |           |                     | Modifica les dades a Wikidata |
|        | Casa de l'Estanquer    | Arbolí   | masia        |         | 41° 14′ 13″ N, 0° 55′ 51″ E / 41.2368161987046°N,0.930758743099704°E |           |                     | Modifica les dades a Wikidata |
|        | Casa del Carrilero     | Arbolí   | masia        |         | 41° 14′ 09″ N, 0° 55′ 47″ E / 41.235885982498°N,0.929618755643012°E  |           |                     | Modifica les dades a Wikidata |
|        | Mas d'en Bruno         | Arbolí   | masia        |         | 41° 13′ 53″ N, 0° 58′ 04″ E / 41.2312780169316°N,0.967729212620782°E |           |                     | Modifica les dades a Wikidata |
|        | Mas d'en Gallarí       | Arbolí   | masia        |         | 41° 13′ 58″ N, 0° 55′ 57″ E / 41.2326774218995°N,0.932511984664702°E |           |                     | Modifica les dades a Wikidata |
|        | Mas d'en Rei           | Arbolí   | masia        |         | 41° 14′ 16″ N, 0° 58′ 51″ E / 41.2377951696511°N,0.980808024496764°E |           |                     | Modifica les dades a Wikidata |
|        | Mas d'en Sord          | Arbolí   | masia        |         | 41° 13′ 52″ N, 0° 57′ 50″ E / 41.2311718287539°N,0.963759420525746°E |           |                     | Modifica les dades a Wikidata |
|        | Mas d'en Vinyes        | Arbolí   | masia        |         | 41° 13′ 36″ N, 0° 55′ 45″ E / 41.2266025717002°N,0.92927943309844°E  |           |                     | Modifica les dades a Wikidata |
|        | Mas de Dalt            | Arbolí   | masia        |         | 41° 14′ 19″ N, 0° 58′ 52″ E / 41.2387092097197°N,0.98105433110585°E  |           |                     | Modifica les dades a Wikidata |
|        | Mas de la Garra        | Arbolí   | masia        |         | 41° 13′ 49″ N, 0° 55′ 02″ E / 41.2304027359774°N,0.917252347547126°E |           |                     | Modifica les dades a Wikidata |
|        | Mas de la Maria Teresa | Arbolí   | masia        |         | 41° 14′ 01″ N, 0° 55′ 28″ E / 41.2335759242602°N,0.924382122380114°E |           |                     | Modifica les dades a Wikidata |
|        | Mas del Cama           | Arbolí   | masia        |         | 41° 14′ 08″ N, 0° 56′ 57″ E / 41.2354778186908°N,0.949080693905692°E |           |                     | Modifica les dades a Wikidata |
|        | Mas del Gregori        | Arbolí   | masia        |         | 41° 13′ 42″ N, 0° 55′ 13″ E / 41.2282402246536°N,0.920196277074324°E |           |                     | Modifica les dades a Wikidata |
|        | Mas del Valent         | Arbolí   | masia        |         | 41° 14′ 56″ N, 0° 57′ 28″ E / 41.2490146343205°N,0.957643868190994°E |           |                     | Modifica les dades a Wikidata |
|        | Mas del Vernet         | Arbolí   | masia        |         | 41° 13′ 36″ N, 0° 55′ 48″ E / 41.2267781189761°N,0.930025503913409°E |           |                     | Modifica les dades a Wikidata |
|        | Mas del Xetxo          | Arbolí   | masia        |         | 41° 13′ 48″ N, 0° 57′ 14″ E / 41.229917064699°N,0.95382886986981°E   |           |                     | Modifica les dades a Wikidata |
|        | Maset de Montferrer    | Arbolí   | masia        |         | 41° 13′ 47″ N, 0° 55′ 19″ E / 41.2298037201838°N,0.921984064320107°E |           |                     | Modifica les dades a Wikidata |
|        | Maset del Català       | Arbolí   | masia        |         | 41° 13′ 51″ N, 0° 55′ 21″ E / 41.2309019958529°N,0.922450378769964°E |           |                     | Modifica les dades a Wikidata |
|        | Maset del Nadal        | Arbolí   | masia        |         | 41° 14′ 40″ N, 0° 56′ 47″ E / 41.2445633900792°N,0.946409804105447°E |           |                     | Modifica les dades a Wikidata |
|        | Maset del Tafonell     | Arbolí   | masia        |         | 41° 14′ 15″ N, 0° 56′ 13″ E / 41.2376191764397°N,0.936854687638761°E |           |                     | Modifica les dades a Wikidata |

## molí d'aigua
| imatge | Nom               | Ubicat a | instància de | Detalls                                  | coordenades                                                                                            | Protecció                                  | Commons (més fotos) | Dades a WD                    |
| ------ | ----------------- | -------- | ------------ | ---------------------------------------- | --- | ------------------------------------------ | ------------------- | ----------------------------- |
|        | El Molí d'Avall   | Arbolí   | molí d'aigua |                                          | |                                            |                     | Modifica les dades a Wikidata |
|        | Molí d'en Remei   | Arbolí   | molí d'aigua |                                          | 41° 14′ 11″ N, 0° 55′ 58″ E / 41.2362867876336°N,0.932875491457074°E                                   |                                            |                     | Modifica les dades a Wikidata |
|        | molí d'en Pau     | Arbolí   | molí d'aigua | Estil: arquitectura popular 19th century | 41° 13′ 49″ N, 0° 54′ 45″ E / 41.230332°N,0.912613°E ca:Pla del Pòlit, dreta del riu d'Arbolí 436 msnm | bé integrant del patrimoni cultural català |                     | Modifica les dades a Wikidata |
|        | molí de la Casada | Arbolí   | molí d'aigua | Estil: arquitectura popular 19th century | 41° 14′ 11″ N, 0° 56′ 02″ E / 41.236282°N,0.93389°E ca:Dreta del riu Arbolí 526 msnm                   | bé integrant del patrimoni cultural català |                     | Modifica les dades a Wikidata |
|        | molí del Racó     | Arbolí   | molí d'aigua | Estil: arquitectura popular 19th century | 41° 14′ 06″ N, 0° 55′ 37″ E / 41.235094°N,0.926893°E ca:Dreta del riu d'Arbolí 480 msnm                | bé integrant del patrimoni cultural català |                     | Modifica les dades a Wikidata |

## muntanya
| imatge | Nom                      | Ubicat a | instància de | Detalls | coordenades                                                              | Protecció | Commons (més fotos) | Dades a WD                    |
| ------ | ------------------------ | -------- | ------------ | ------- | ------------------------------------------------------------------------ | --------- | ------------------- | ----------------------------- |
|        | Mola de l'Escolà         | Arbolí   | muntanya     |         | 41° 13′ 42″ N, 0° 59′ 15″ E / 41.2283°N,0.987397°E 727.1 msnm            |           |                     | Modifica les dades a Wikidata |
|        | Puig de Gallicant        | Arbolí   | muntanya     |         | 41° 14′ 58″ N, 0° 57′ 39″ E / 41.2495015167°N,0.960719737495°E 1010 msnm |           | Puig de Gallicant   | Modifica les dades a Wikidata |
|        | Puig del Mas d'en Vinyes | Arbolí   | muntanya     |         | 41° 13′ 37″ N, 0° 56′ 11″ E / 41.227°N,0.9363°E 801 msnm                 |           |                     | Modifica les dades a Wikidata |

## serra
| imatge | Nom               | Ubicat a                      | instància de | Detalls | coordenades                                                       | Protecció | Commons (més fotos) | Dades a WD                    |
| ------ | ----------------- | ----------------------------- | ------------ | ------- | ----------------------------------------------------------------- | --------- | ------------------- | ----------------------------- |
|        | Collet dels Colls | Arbolí Cornudella de Montsant | serra        |         | 41° 14′ 34″ N, 0° 55′ 37″ E / 41.24286667°N,0.92698889°E 718 msnm |           |                     | Modifica les dades a Wikidata |
|        | L'Algorfa         | Arbolí                        | serra        |         | 41° 13′ 21″ N, 0° 55′ 05″ E / 41.2224°N,0.918153°E 781.9 msnm     |           |                     | Modifica les dades a Wikidata |

## Misc
| imatge | Nom                        | Ubicat a | instància de                                   | Detalls                                                    | coordenades | Protecció                                            | Commons (més fotos)       | Dades a WD                    |
| ------ | -------------------------- | -------- | ---------------------------------------------- | ---------------------------------------------------------- | --- | ---------------------------------------------------- | ------------------------- | ----------------------------- |
|        | Arbolí                     | Arbolí   | entitat singular de població capital municipal | 129 hab                                                    | 41° 14′ 33″ N, 0° 56′ 56″ E / 41.24259405°N,0.94876764°E 717 msnm                                                 |                                                      |                           | Modifica les dades a Wikidata |
|        | Gallicant                  | Arbolí   | antic assentament                              |                                                            | 41° 15′ 16″ N, 0° 57′ 29″ E / 41.25444°N,0.958088°E                                                               |                                                      | Gallicant (Arbolí)        | Modifica les dades a Wikidata |
|        | Gallicant                  | Arbolí   | vèrtex geodèsic                                | Alt: 1.13m                                                 | 41° 14′ 58″ N, 0° 57′ 39″ E / 41.2495°N,0.960739°E 1009.327 msnm                                                  |                                                      |                           | Modifica les dades a Wikidata |
|        | Los Castillejos            | Arbolí   | campament militar                              |                                                            | 41° 14′ 48″ N, 0° 59′ 06″ E / 41.2468°N,0.985°E                                                                   |                                                      |                           | Modifica les dades a Wikidata |
|        | Pedrera del Coll d'Alforja | Arbolí   | pedrera                                        |                                                            | 41° 13′ 24″ N, 0° 56′ 16″ E / 41.2233706466827°N,0.937899254880504°E                                              |                                                      |                           | Modifica les dades a Wikidata |
|        | Pont a l'entrada del poble | Arbolí   | pont                                           |                                                            | 41° 14′ 33″ N, 0° 56′ 58″ E / 41.2424°N,0.949407°E                                                                | bé integrant del patrimoni cultural català           | Pont a l'entrada d'Arbolí | Modifica les dades a Wikidata |
|        | casa consistorial d'Arbolí | Arbolí   | casa consistorial                              |                                                            | 41° 14′ 32″ N, 0° 56′ 55″ E / 41.2421729°N,0.9486706°E                                                            |                                                      |                           | Modifica les dades a Wikidata |
|        | cementiri d'Arbolí         | Arbolí   | cementiri                                      |                                                            | 41° 14′ 11″ N, 0° 57′ 01″ E / 41.23627777777778°N,0.9502777777777778°E                                            |                                                      | Cementiri d'Arbolí        | Modifica les dades a Wikidata |
|        | centre històric d'Arbolí   | Arbolí   | centre històric                                | Estil: arquitectura popular                                | 41° 14′ 32″ N, 0° 56′ 55″ E / 41.242269°N,0.948712°E ca:C. Major i c. de la Font 713 msnm                         | bé cultural d'interès local                          | Centre històric d'Arbolí  | Modifica les dades a Wikidata |
|        | coves del Rufino           | Arbolí   | cova                                           |                                                            | 41° 13′ 27″ N, 0° 57′ 20″ E / 41.224200239604°N,0.955624857448235°E                                               |                                                      |                           | Modifica les dades a Wikidata |
|        | la Creu                    | Arbolí   | creu monumental                                |                                                            | 41° 14′ 14″ N, 0° 56′ 57″ E / 41.2373247337098°N,0.949106464325402°E                                              |                                                      |                           | Modifica les dades a Wikidata |
|        | nevera del Mas del Susagno | Arbolí   | pou de neu                                     | Estil: arquitectura popular 18th century Profunditat: 6.5m | 41° 13′ 52″ N, 0° 57′ 54″ E / 41.231037°N,0.964918°E ca:Les Cingles, sota el mas del Susagno o d'en Sord 845 msnm | bé integrant del patrimoni cultural català           |                           | Modifica les dades a Wikidata |
|        | torre dels Moros           | Arbolí   | torre de sentinella                            | Estil: arquitectura popular 13rd century                   | 41° 15′ 31″ N, 0° 58′ 21″ E / 41.258501°N,0.972593°E ca:El Gorguet 778 msnm                                       | bé d'interès cultural bé cultural d'interès nacional |                           | Modifica les dades a Wikidata |